# Les Gonds
Les Gonds település Franciaországban, Charente-Maritime megyében. Lakosainak száma 1759 fő (2022. január 1.). Les Gonds Berneuil, Chaniers, Courcoury, Préguillac, Saintes és Thénac községekkel határos.

## Népesség
A település népességének változása:
| Lakosok száma | 846  | 1028 | 1129 | 1645 | 1609 | 1670 | 1726 | 1772 | 1793 | 1759 |
|               | 1968 | 1982 | 1990 | 2006 | 2013 | 2015 | 2017 | 2019 | 2020 | 2022 |